# Trichomycterus taroba
Trichomycterus taroba är en fiskart som beskrevs av Wolmar B. Wosiacki och Julio C. Garavello 2004. Trichomycterus taroba ingår i släktet Trichomycterus och familjen Trichomycteridae. Inga underarter finns listade i Catalogue of Life.